# Sarasinica
Genre
Synonymes
- Sarasinella Roewer, 1913 nec Uhlig 1905

Sarasinica est un genre d'opilions laniatores de la famille des Epedanidae.

## Distribution
Les espèces de ce genre se rencontrent en Indonésie et en Malaisie.

## Liste des espèces
Selon World Catalogue of Opiliones (01/07/2021) :
- Sarasinica atra Roewer, 1938
- Sarasinica femoralis Roewer, 1938
- Sarasinica tricommata Roewer, 1914

## Publications originales
- Strand, 1914 : « Neue Namen verschiedener Tiere. » Archiv für Naturgeschichte, vol. 80, no 1, p. 163–164 (texte intégral).
- Roewer, 1913 : « Zoological Results of the Abor Expedition 1911-12. Arachnida II: Opiliones. » Records of the Indian Museum, vol. 8, p. 203–207 (texte intégral).